# Mario Segala
Mario Segala (Vicenza, 24 maggio 1906 – 28 marzo 1949) è stato un politico italiano.

## Biografia
Iscritto al Partito Socialista, il 2 giugno 1946 viene eletto come rappresentante alla Costituente. Nel 1947 aderisce alla nascita del Partito Socialista dei Lavoratori.